# Bartstreif-Zaunkönig
Der Bartstreif-Zaunkönig (Pheugopedius mystacalis) ist eine Vogelart aus der Familie der Zaunkönige (Troglodytidae), die in Venezuela,  Kolumbien und Ecuador verbreitet ist. Der Bestand wird von der IUCN als nicht gefährdet (Least Concern) eingeschätzt.

## Merkmale
Der Bartstreif-Zaunkönig erreicht eine Körperlänge von etwa 16,0 cm bei einem Gewicht von 29,0 g. Er hat einen gräulich weißen Überaugenstreif, der vom Schnabel bis in die Mitte der Ohrdecken reicht. Die matt schwärzlichen Ohrdecken sind weiß gesprenkelt, die Zügel matt schwarz. Unter dem Auge befindet sich eine weißliche Halbmondmarkierung. Der Oberkopf ist gräulich schwarz, der Nacken olivfarben grau, Schultern und Bürzel hell kastanienfarben. Die Handschwingen und die Armschwingen sind schwärzlich grau an den versteckten Innenfahnen und rötlich an den Außenfahnen. Dies verleiht den geschlossenen Flügeln einen rötlich braunen Schimmer. Die Schirmfedern sind schwärzlich grau. Die rötlich braunen Steuerfedern haben matt schwarze Querbinden. Er hat ein schmutzig weißes Kinn und Kehle, einen auffälligen schwarzen Bartstreif, der auf der darüber weiß gesäumt ist. Die graue Brust wird olivgrau am Bauch mit rötlicheren Flanken. Die Augen sind braun, der Oberschnabel schwarz, der Unterschnabel grau bis graubraun und die Beine grau. Beide Geschlechter ähneln sich. Jungtiere sind generell matter in der Färbung, mit weniger Markierungen im Gesicht und der Bartstrich fehlt größtenteils. Die Kehle ist gelbbraun gefärbt und die Augen sind gelblich.

## Verhalten und Ernährung
Nur wenig Daten zur Ernährung des Bartstreif-Zaunkönigs liegen vor. Sein Futter sucht er meist in Paaren in den Straten vom Boden bis zehn bis zwölf Meter über dem Boden. Oft ist er dabei im Helikonien-Dickicht unterwegs.

## Lautäußerungen
Beide Geschlechter singen im Duett und geben dabei eine prächtige Serie von gurgelnden Pfiffen von sich. Vielfach variieren sie diese in ansteigenden und abfallenden Tönen. Seine Laute beinhalten tiefe kehlige bong, bong-Töne.

## Fortpflanzung
Die Brutsaison des Bartstreif-Zaunkönigs ist sehr ausgedehnt vom späten Dezember mit beobachtetem Nestbau bis in den Mai. Das Nest ist eine große Kugel mit ca. 20 cm Durchmesser und Seiteneingang. Dieses baut er aus Wurzeln und Gras in 0,3 bis 6,5 Meter über dem Boden in gegabelten kleinen Bäumen oder im Farn.

## Verbreitung und Lebensraum
Der Bartstreif-Zaunkönig bevorzugt dichtes Unterholz an den Rändern feuchter Wälder oder regenerierte Lichtungen. Im inneren von ungestörtem Wald kommt er eher nicht vor. Er bewegt sich meist in Höhenlagen von 1200 bis 2400 Metern, gelegentlich bis 2800 Meter und örtlich in Ecuador bis zum Meeresspiegel.

## Migration
Es wird vermutet, dass der Bartstreif-Zaunkönig ein Standvogel ist.

## Unterarten
Es sind sechs Unterarten bekannt.
- Pheugopedius mystacalis consobrinus (Madarász, 1904)[3] kommt im Nordwesten Venezuelas vor. Die Unterart hat einen schlankeren Schnabel, einen gelbbraun getönen Überaugstreif, einen gelbbraunen Vordernacken und Brust.[1]
- Pheugopedius mystacalis ruficaudatus (von Berlepsch, 1883)[4] ist im Norden Venezuelas verbreitet. Der Unterart fehlen die Querstreifen an den Steuerfedern. Sie hat im Vergleich zur Nominatform ein eher gelbbraunes Gesicht. Die Säume der Hand- und die Armschwingen sind stark rötlich gefärbt.[1]
- Pheugopedius mystacalis tachirensis (Phelps & Gilliard, 1941)[5] kommt im Südwesten Venezuelas vor. Die Subspezies ist dunkler als P. m. consobrinus, der Oberkopf ist dunkel olivfarben, die Kehle weiß.[1]
- Pheugopedius mystacalis saltuensis Bangs, 1910[6] ist im Westen Kolumbiens verbreitet. Die Unterart ähnelt der Nominatform, hat aber mehr Grau an der Brust, ein deutlicheres Grau am Oberkopf und weniger auffällige Schwanzbinden.[1]
- Pheugopedius mystacalis yananchae (Meyer de Schauensee, 1951)[7] ist im Südwesten Kolumbiens verbreitet. Die Subspezies unterscheidet sich von der Nominatform durch seinen schiefergrauen Oberkopf.[1]
- Pheugopedius mystacalis mystacalis (Sclater, PL, 1860)[8] kommt im südlichen Kolumbien und dem westlichen Ecuador vor.
- Pheugopedius mystacalis macrurus (Allen, JA, 1889)[9] ist im westlichen zentralen Kolumbien verbreitet. Die Unterart hat einen schäbig brauen Schwanz mit Längsstreifen an den Steuerfedern.[1]
- Pheugopedius mystacalis amaurogaster Chapman, 1914[10] kommt in Zentralkolumbien vor. Die Subspezies ist deutlich dunkler als die Nominatform, mit schiefergrauem Oberkopf und ockergelbbrauner Unterseite.[1]

## Etymologie und Forschungsgeschichte
Die Erstbeschreibung des Bartstreif-Zaunkönigs erfolgte 1860 durch Philip Lutley Sclater unter dem wissenschaftlichen Namen Thryothorus mystacalis. Das Typusexemplar wurde von Louis Fraser bei Pallatanga gesammelt. Bereits 1851 führte Jean Louis Cabanis die für die Wissenschaft neue Gattung Pheugopedius ein. Dieser Name leitet sich von »pheugō φευγω« für »meiden, fliehen« und »pedion, pedon πεδιον, πεδον« für »offenes Land, Boden« ab. Der Artname »mystacalis« ist das lateinische Wort für »bärtig« und kann vom griechischen »mystax, mystakos μυσταξ, μυστακος« für »Bart« abgeleitet werden. »Tachirensis« bezieht sich auf den Bundesstaat Táchira, »yananchae« auf den Ort Yanancha am Río Guáitara im Departamento de Nariño.»Consobrinus« ist das lateinische Wort für »Cousin«. »Ruficaudatus« ist ein lateinisches Wortgebilde aus »rufus« für »rötlich« und »-caudatus, cauda« für »-schwänzig, Schwanz«. »Saltuensis« hat seinen Ursprung in »saltus« für »Lichtung, Waldweide«. »Macrurus« ist ein griechisches Wortgebilde aus »makros μακρος« für »lang« und »-ouros, oura -ουρος, ουρα« für »-schwänzig, Schwanz«, »amaurogaster« aus »amauros αμαυρος« für »dunkel« und »gastēr, gastros γαστηρ, γαστρος« für »Bauch«.